# The Terrible 'Tec
The Terrible 'Tec è un cortometraggio muto del 1916 diretto da W.P. Kellino.

## Trama
Un investigatore si traveste per riuscire a catturare dei ladri di diamanti.

## Produzione
Il film fu prodotto dalla Homeland.

## Distribuzione
Distribuito dalla Globe, il film - un cortometraggio in tre bobine - uscì nelle sale cinematografiche britanniche nel gennaio 1916.